# Adrián Esper Cárdenas
Adrián Esper Cárdenas (Ciudad Valles, San Luis Potosí; 9 de octubre de 1977) es un político, comunicador, funcionario y empresario mexicano. Fue Presidente Municipal de Ciudad Valles del 1 de octubre de 2018 hasta el 17 de febrero de 2021, cuando pidió licencia al cabildo para competir por la gubernatura de San Luis Potosí en las en las elecciones de 2021.

## Biografía
Esper nació en Ciudad Valles en 1977, proviene de una familia de empresarios y políticos, es hijo de Laura Cárdenas del Avellano, hija del gobernador de Tamaulipas, Enrique Cárdenas González y el arquitecto Alfonso Esper Bujaidar.
Se graduó como Licenciado en Comunicaciones de la Universidad de San Diego en 1999, habiendo cursado sus estudios de bachillerato en el Instituto Irlandés de Monterrey, y sus estudios primarios en el Instituto Motolinia de Ciudad Valles.

### Carrera política
Tuvo sus inicios en la política en el año 2000, con una asociación ambientalista llamada: Viva la Huasteca.
Desde el 1 de octubre de 2018, ocupa el cargo de Presidente Municipal de Ciudad Valles tras su victoria en las elecciones en San Luis Potosí de 2018.
En la visita del Presidente de México Andrés Manuel López Obrador del 31 de marzo de 2019, Esper le propuso construir el Aeropuerto Huasteco, para conectar la Huasteca Potosina con las grandes ciudades y así atraer turismo a la región, proyecto que fue aceptado por parte del presidente.

### Controversias
En noviembre del 2019, Adrián Esper Cárdenas causó revuelo en los medios debido a la decisión de comprar 15 camionetas Cybertrucks de Tesla para labores de patrullaje, recoleción de basura y abastecimiento de agua sin antes consultar o hacer una encuesta sobre esta decisión a la población.